# 巴西文学院

巴西文學院標誌

巴西文学院（葡萄牙語：Academia Brasileira de Letras，縮寫為ABL）是一个巴西文学非盈利社会组织，於19世紀末模仿法蘭西學術院成立。根据其章程，巴西文学院负责管理巴西的“国家语言”（葡萄牙语）并促进巴西的文艺發展。该学院被认为是巴西葡萄牙语的權威机构。尽管它不是官方設立的，也没有法律授予其对语言的监督权，但它在巴西國內具有崇高威望。该学院出版巴西葡萄牙语的正字法词汇表，如果词汇表中未包含某个单词，则认为该单词在巴西葡萄牙语中不正确。

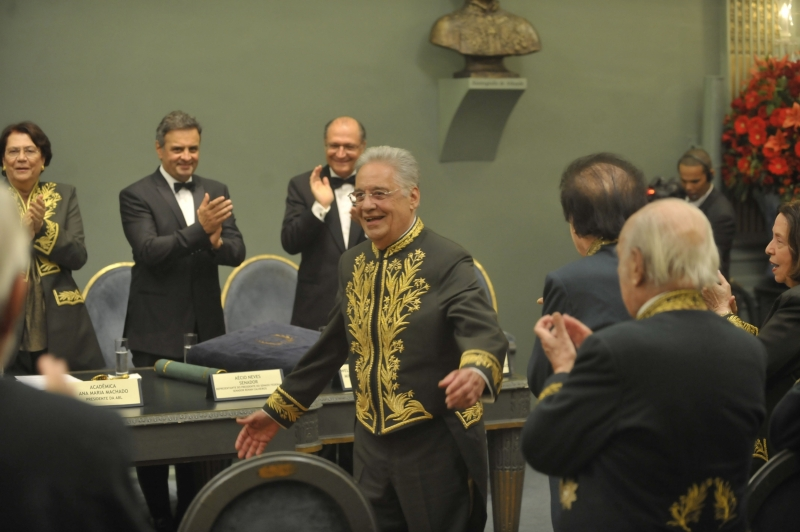
2013年，前總統费尔南多·恩里克·卡多佐當選巴西文學院院士，在就職典禮上穿上院士禮服。

學院院士有40個席位，稱為「不朽者」，有人去世才能補缺，由其他院士投票選出。院士有特製的禮服和配劍；這些都模仿自法蘭西學術院。除此之外，每一席位還以一名在學院創立之前已去世的巴西文人命名。
学院每年有超过400万元收入，财政稳定。其拥有一幢28层高楼，位于里约热内卢中心。
學院每年頒發以第一任院長命名的「马查多·德·阿西斯獎」（巴西最重要的文學獎，屬於終身成就獎），及針對各種文類的文學獎。

## 历史
巴西文學院由40个作家和诗人于1896年12月15日宣布建立，第一任院长是巴西著名作家马查多·德·阿西斯。1897年7月20日學院開始運作。

## 著名院士
- 马查多·德·阿西斯（19世紀巴西最重要作家，1897-1908任第一任院長）
- 亞伯托·桑托斯·杜蒙（巴西航空之父）
- 热图利奥·瓦加斯（總統）
- 若昂·吉马朗伊斯·罗萨（外交官、小說家）
- 若热·亚马多（小說家）
- 若泽·萨尔内（總統）
- 馬可·米素（副總統）
- 保罗·柯艾略（小說家）
- 费尔南多·恩里克·卡多佐（總統、社會學家）